# Wskaźniki ekologiczne według Zarzyckiego
Wskaźniki ekologiczne według Zarzyckiego – zespół ekologicznych liczb wskaźnikowych przypisanych roślinom naczyniowym rosnącym w Polsce przez zespół pod kierownictwem Kazimierza Zarzyckiego. Wskaźniki te pozwalają na opis podstawowych warunków środowiska typowych dla poszczególnych gatunków roślin. Zarzycki ze współpracownikami wyznaczyli wskaźniki charakteryzujące następujące parametry siedlisk roślin: światło, temperatura, kontynentalizm, wilgotność podłoża, żyzność podłoża, kwasowość podłoża, granulometria podłoża, zawartość materii organicznej w podłożu, zasolenie podłoża, zawartość metali ciężkich w podłożu. Różne wskaźniki są klasyfikowane w różnej skali, np. zawartość materii organicznej w glebie jest klasyfikowana trójstopniowo, podczas gdy wilgotność sześciostopniowo. W ten sposób wymagania siedliskowe danego gatunku rośliny można scharakteryzować przez podanie wartości liczbowej danych wskaźników.
- L – wskaźnik świetlny
  1. głęboki cień
  2. umiarkowany cień
  3. półcień
  4. umiarkowane światło
  5. pełne światło
- T – wskaźnik termiczny
  1. najzimniejsze obszary kraju, głównie piętra alpejskie i subniwalne
  2. obszary umiarkowanie zimne, głównie piętra subalpejskie i regla górnego
  3. umiarkowanie chłodne warunki klimatyczne, piętro regla dolnego, dział północny na niżu i specjalne mikrosiedliska – torfowiska wysokie
  4. umiarkowanie ciepłe warunki klimatyczne, przeważająca część niżu i pogórze
  5. najcieplejsze mikroregiony i mikrosiedliska, obszary uprzywilejowane termicznie – Wyżyna Miechowska

- K – wskaźnik kontynentalizmu
  1. gatunki atlantyckie, występujące jedynie w zachodniej części Polski
  2. gatunki subatlantyckie, występujące głównie w zachodniej części Polski
  3. gatunki neutralne wobec kontynentalizmu
  4. gatunki subkontynentalne, występujące głównie we wschodniej części Polski
  5. gatunki kontynentalne – dolina Bugu

- W – wskaźnik wilgotności gleby
  1. bardzo suche
  2. suche
  3. świeże
  4. wilgotne
  5. mokre
  6. woda

- Tr – wskaźnik trofizmu
  1. gleby (woda) skrajnie ubogie – torfowiska wysokie, piaski luźne, bór suchy
  2. gleby (woda) ubogie – bór świeży sosnowy
  3. gleby (woda) umiarkowanie ubogie – las mieszany, grądy wysokie, acydofilne dąbrowy i buczyny
  4. gleby (woda) zasobne – grądy niskie, żyzne buczyny
  5. gleby (woda) bardzo zasobne (skrajnie żyzne, przenawożone)

- R – wskaźnik kwasowości gleby (wody)
  1. gleby silnie kwaśne, pH < 4
  2. gleby kwaśne, 4 ≤ pH < 5
  3. gleby umiarkowanie kwaśne, 5 ≤ pH < 6
  4. gleby obojętne, 6 ≤ pH < 7
  5. gleby zasadowe, pH > 7

- D – wskaźnik granulometryczny gleby
  1. skały i szczeliny skalne
  2. rumosz skalny, piarg, żwir
  3. piasek
  4. gliny piaszczyste i utwory pylaste
  5. gliny ciężkie i iły

- H – wskaźnik zawartości materii organicznej
  1. gleby ubogie w humus, materię organiczną
  2. gleby mineralno-próchnicze
  3. gleby bogate w materię organiczną, organogeniczne

- S – wskaźnik odporności na zawartość NaCl w glebie lub w wodzie
  1. gatunki tolerujące zwiększoną zawartość NaCl (fakultatywne halofity)
  2. gatunki głównie na glebach o zwiększonej zawartości NaCl (obligatoryjne halofity)

- M – wskaźnik odporności na zawartość metali ciężkich w glebie
  1. gatunki tolerujące zwiększoną zawartość metali ciężkich
  2. gatunki wymagające zwiększonej zawartości metali ciężkich

Przykładowo, szczawik zajęczy charakteryzowany jest przez następujące liczby: L 1, T 4-2, K 3, W 3-4, Tr 2-4, R 2-5, D 4-3, H 2. Oznacza to, że typowe siedlisko tej rośliny to: głęboki cień, obszary od umiarkowanie zimnych do umiarkowanie ciepłych, gleba świeża lub wilgotna, od ubogiej do zasobnej w substancje odżywcze, od kwaśnej do zasadowej, piaszczysta lub gliniasto-piaszczysta z utworami pylastymi i mineralno-próchnicza, a ponadto jest to gatunek neutralny wobec kontynentalizmu i nie wykazuje związku z glebami o większej zawartości soli lub metali ciężkich.
W polskiej geobotanice oprócz liczb Zarzyckiego stosuje się również powszechnie liczby wskaźnikowe opracowane przez Heinza Ellenberga.